# Зора Корольов
Жора Корольов (пол.: Żora Korolyov), справжнє ім'я Георгій Корольов (пол.: Heorhij Korolow, 6 жовтня 1987, Одеса, УРСР – 21 грудня 2021, Варшава) — польсько-український танцюрист, хореограф, підприємець і актор.

## Біографія
Корольов представляв найвищий міжнародний клас «S» у латиноамериканських та стандартних танцях. Він також був засновником варшавської Академії Мистецтв «Arte» Жора Корольов. Він також був ліцензованим менеджером ФІФА і має ліцензію футбольного агента N-0105.
Помер 23 грудня 2021 року у віці 34 років від запалення серцевого м'яза.